# Vilde Frang
Vilde Frang (Oslo, 19 d'agost de 1986) és una violinista noruega.

## Biografia
Vilde Frang va estudiar primer al Barratt Due Music Institute d'Oslo, amb Kolja Blacher, i després a la Musikhochschule d'Hamburg i a l'Acadèmia Kronberg amb Ana Chumachenco.
Als 10 anys va fer el seu debut amb l'Orquestra de la Ràdio de Noruega. Va ser convidada a l'edat de 12 anys pel director d'orquestra Mariss Jansons per fer el seu debut amb l'Orquestra Filharmònica d'Oslo, i actua des de llavors amb importants orquestres, com la Hallé Orchestra de Manchester, la Mahler Chamber Orchestra, l'Orquestra Filharmònica Txeca, l'Orquestra Simfònica de la WDR de Colònia, la Tonhalle-Orchester Zürich, la Konzerthausorchester de Berlín o la Simfònica NHK de Tòquio. Ha fet diverses gires amb l'Orquestra Filharmònica de la BBC.
Vilde Frang toca també al costat de Gidon Kremer i Yuri Bashmet en el Chamber Music Connects the World Festival, amb Martha Argerich, Renaud i Gautier Capuçon en el Festival de Chambéry, així com al costat de Leif Ove Andsnes i Truls Mørk, a Noruega.
Va actuar amb la violinista Anne-Sophie Mutter el 2007 i 2008, en el marc d'una gira per Europa i els Estats Units, on interpretaren juntes el Concert per a dos violins de Bach amb la Camerata Salzburg. El 2007 Frang va debutar amb l'Orquestra Filharmònica de Londres.
Sobre el seu primer enregistrament, Vilde Frang va comentar: Fa poc que he gravat els concerts de Sibelius i Prokofiev amb EMI, una feina que ha estat molt emocionant per a mi perquè totes dues peces són obres que jo veritablement adoro tocar i amb les quals tinc una relació molt especial. Sibelius, en concret, presenta un mode molt difícil, amb una manera d'escriure molt pròpia dels països del nord, la qual cosa fa també que trobi la seva música molt romàntica i passional. Prokofiev és molt diferent. Fa servir tots els elements i característiques pròpies de la música russa.
El 2012, Vilde Frang actuà per primera vegada amb l'Orquestra Filharmònica de Viena sota la direcció de Bernard Haitink, amb motiu del Festival de Llucana.
Vilde Frang ha tocat amb un violí de Jean-Baptiste Vuillaume de 1864 i ara actua amb un Stradivarius ‘Engleman’, que data de 1709, i que li presta la Nippon Music Foundation. Grava entre altres segells discogràfics per a Warner Classics.

## Discografia
- 2010 – Prokofiev i Sibelius: Concerts per a violí, Humoresques - WDR Sinfonieorchester Köln, dir. Thomas Sondergard (2010, EMI Classics) (OCLC 895197608)
- 2011 – Bartók, Grieg, Strauss: Sonates per a violí i piano - Michail Lifits, piano (17-20 d'octubre de 2010, EMI Classics) (OCLC 890656346)
- 2012 – Tchaïkovski, Nielsen: Concerts per a violí i orquestra Orquestra simfònica de la ràdio danesa, dir. Eivind Gullberg Jensen (29-31 d'agost de 2011, EMI Classics 6 02570 2) (OCLC 800458503)
- 2015 – Mozart: Concerts per a violí i orquestra 1 & 5, Symphonie Concertante - Maxim Rysanov (viola), Ensemble Arcangelo & Jonathan Cohen (3-5 d'abril de 2014, Warner Classics) (OCLC 905365380)
- 2016 – Britten, Concert per a violí & Korngold, Concert per a violí Orquestra Simfònica de la Ràdio de Frankfurt & James Gaffigan (30 de juny–2 de juliol/28 d'agost de 2015, Warner Classics), (OCLC 939555820)

- 2017 -- Homage (2017). Amb José Gallardo (piano). Warner Classics
- 2018 -- Bartók, Concert per a Violí No.1 & Enescu Octet. Amb l'Orchestre Philharmonique de Radio France, Mikko Franck (director), Erik Schumann, Gabriel Li Magadure, Rosanne Philippens, violins; Lawrence Power, Lily Francis, violes; Nicolas Altstaedt i Jan-Erik Gustafsson, chellos. Warner Classics
- 2019 -- Veress: String Trio & Bartók: Piano Quintet (2019). amb Barnabás Kelemen, violí; Katalin Kokas i Lawrence Power, violes; Nicolas Altstaedt, cello i Alexander Lonquich, piano. Alpha
- 2019 -- Paganini & Schubert: Obres per a violí i piano (2019), amb Michail Lifits (piano). Warner Classics

## Premis
- 2016 -- ECO per a Korngold & Britten: Concerts per a violí i orquestra
- 2015 – ECO per a Mozart: Concerts per a violí i orquestra
- 2013 – ECO per a Txaikovski & Nielsen: Concerts per a violí i orquestra
- 2012 – Credit Suisse Young Artist Award
- 2011 – Classic BRIT Newcomer Award per Prokofiev & Sibelius: Concerts per a violí i orquestra
- 2011 – ECO per a Grieg, Bartòk, R.Strauss: Sonates per a violí i orquestra
- 2011 – WEMAG-Solistenpreis
- Danish Queen Ingrid's Honorary Award
- 2007 – Prins Eugens Kulturpris
- 2007 – Grand Prize of the Ritter Stiftung Hamburg
- 2003 – Sonnings Music Fund